# مونتيمورلو
مونتيمورلو، (بالإنجليزية: Montemurlo)‏، هي (بلدية) في مقاطعة براتو، في إقليم توسكانا الإيطالي، وتقع على بعد حوالي 25 كم (16 ميل) شمال غرب فلورنسا، وحوالي 8 كيلومترات (5 ميل) شمال غرب براتو.

## السكان
في سنة 1861 بلغ عدد السكان 2٬442 نسمة، وتطور العدد ليصل في سنة 2011 لـ 17٬908 نسمة.
يظهر هذا المخطط البياني تطور النمو السكاني لـ مونتيمورلو

## توأمة
لمونتيمورلو اتفاقيات توأمة مع:
- بئر لحلو

## أعلام
- ألدو بيني